# رافائل مایلو
رافائل مایلو (انگلیسی: Raffaele Maiello؛ زادهٔ ۱۰ ژوئیهٔ ۱۹۹۱) بازیکن فوتبال اهل ایتالیا است.
از باشگاه‌هایی که در آن بازی کرده‌است می‌توان به باشگاه فوتبال کروتونه، باشگاه فوتبال امپولی، باشگاه فوتبال ناپولی، و باشگاه فوتبال ترنانا اشاره کرد.
وی همچنین در تیم‌های ملی فوتبال زیر ۱۹ سال ایتالیا، زیر ۲۰ سال ایتالیا، و Italy under-21 Serie B representative team بازی کرده‌است.